# Южен венценосен гълъб
Южният венценосен гълъб (Goura scheepmakeri) е вид птица от семейство Гълъбови (Columbidae).

## Разпространение
Разпространена е в южните низинни части на остров Нова Гвинея.

## Описание
Тя е сравнително едра и достига на дължина до 75 cm.